# Sperrstelle Unter Hauenstein

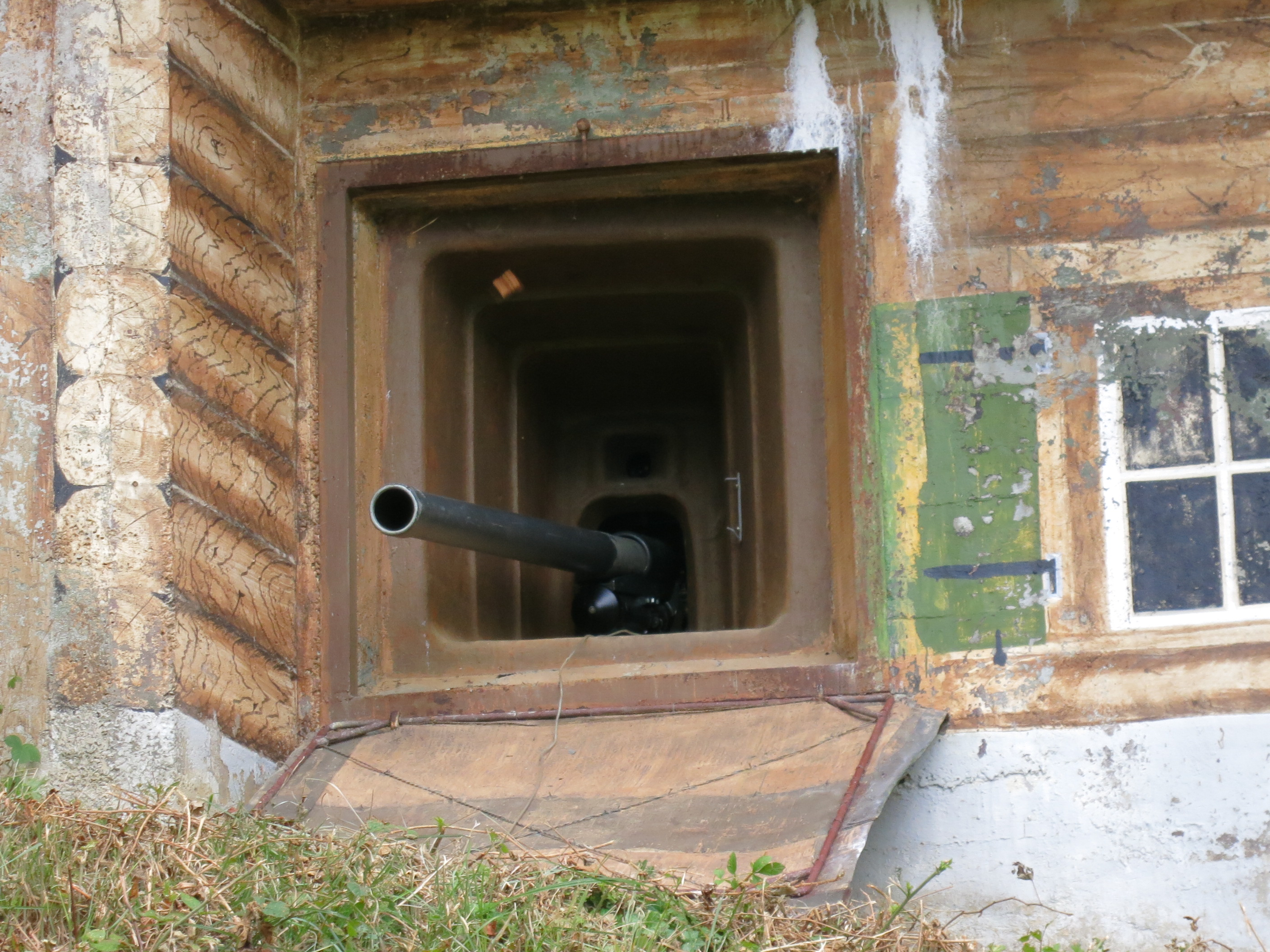
Panzerabwehrbunker «Challhöchi Ost» A 3574

Die Sperrstelle Unter Hauenstein war eine Grenzbefestigung der Schweizer Armee. Sie liegt auf dem Gemeindegebiet von Läufelfingen und Hauenstein-Ifenthal. Sie gehörte zu den drei Hauptachsen (Unterer Hauenstein, Oberer Hauenstein, Birstal), die von der Grenzbrigade 4 der Schweizer Armee verteidigt werden mussten.
Die Sperrstelle wurde 1994 mit der Auflösung der Grenzbrigade 4 ausser Dienst gestellt. Sie gilt als militärhistorisches Denkmal von nationaler Bedeutung.

## Sperrstelle Unter Hauenstein

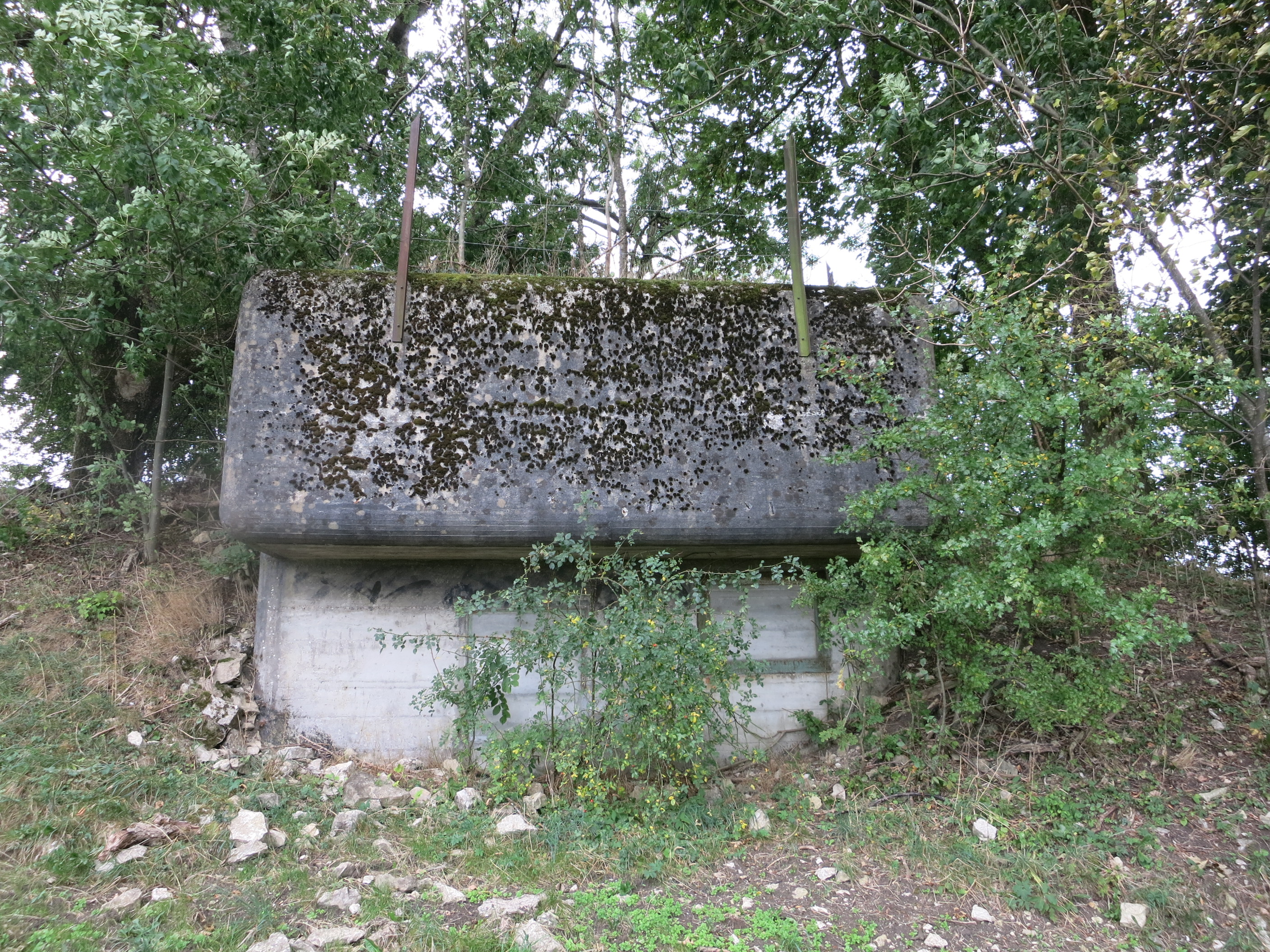
Artilleriebunker «Reisen West» A 3553

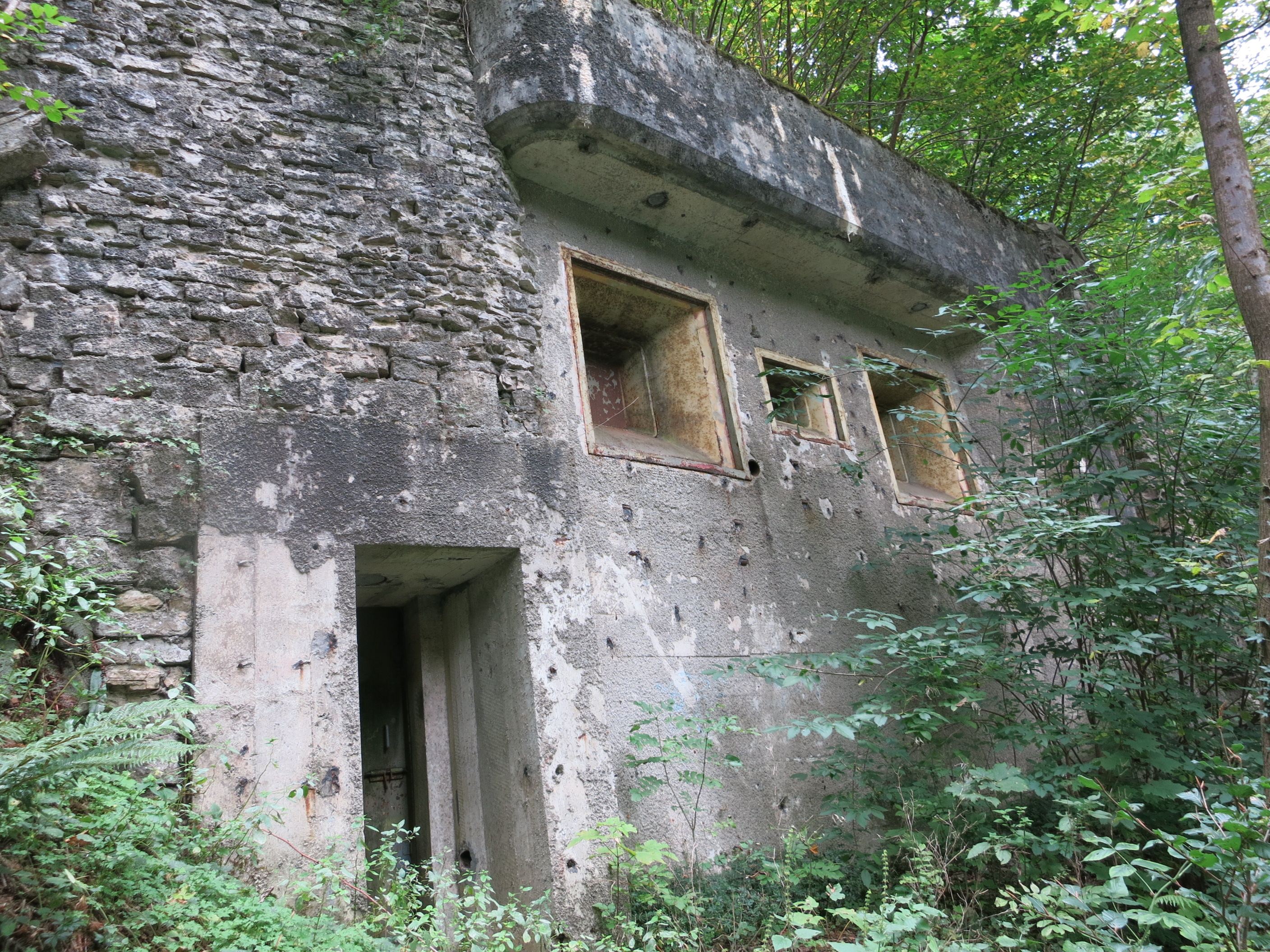
Infanteriewerk «Pulfisei» A 3554

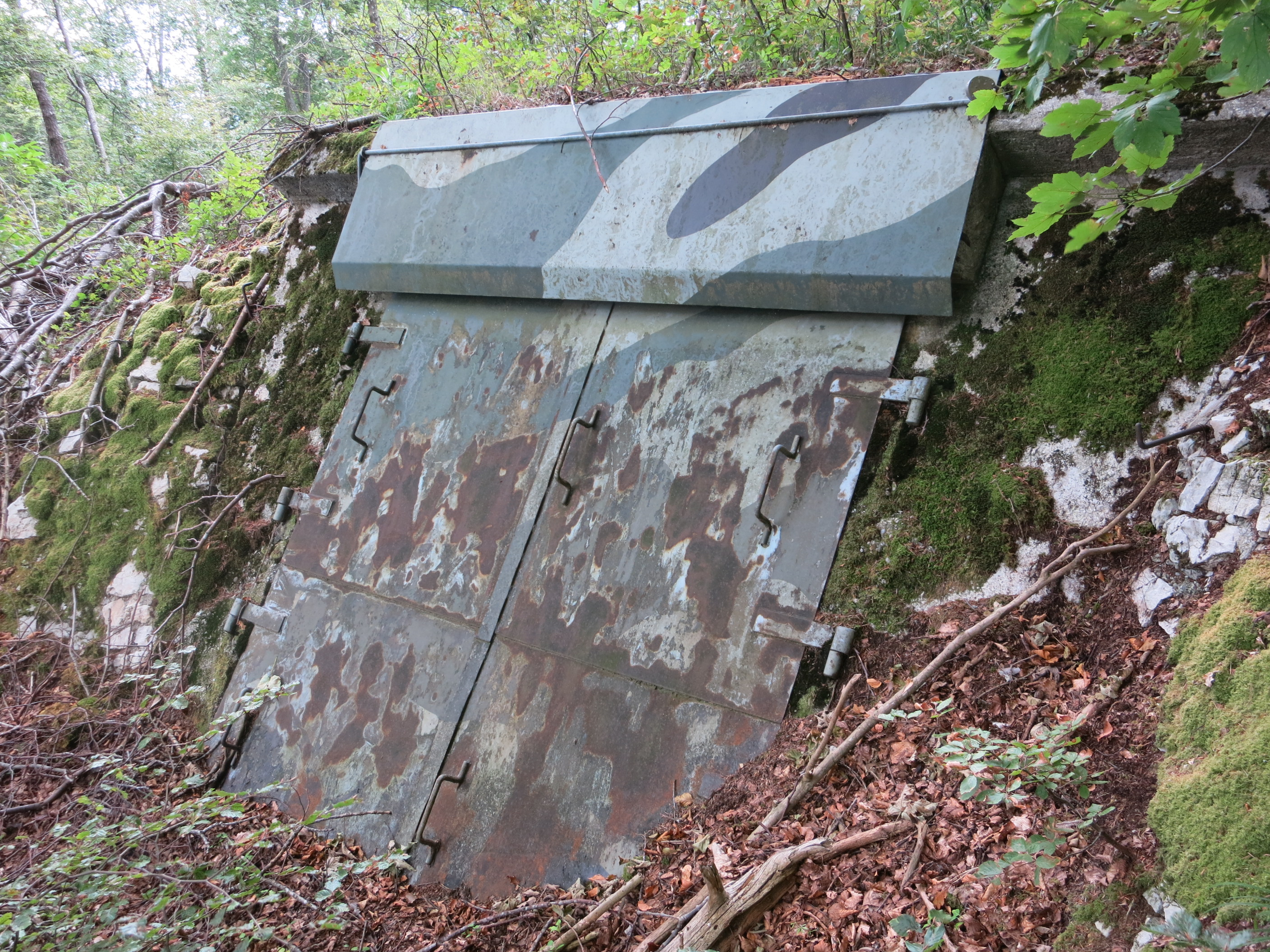
Artilleriebunker «Gsal» A 3560

Die Fortifikation Hauenstein war die wichtigste Armeestellung während des Ersten Weltkriegs gegen Norden.
Während des Zweiten Weltkriegs war die Sperrstelle Hauenstein eine von mehreren hintereinander angelegten Sperrstellen (Diepflingen, Tschattnau, Läufelfingen, Pulfisei, Hauenstein, Trimbach) auf der zentralen Achse Sissach-Hauenstein-Olten. Der gut befahrbare Pass war von grosser strategischer Bedeutung, da der Gegner von dort direkt ins Schweizer Mittelland und dem Verkehrsknotenpunkt Olten gelangen konnte.
Die fünf Schwerpunkte der Sperrstelle befinden sich beim GPH Adliken an der Strasse nach Wisen, auf der Passhöhe nördlich und westlich (bei der Artilleriestellung Gsal) des Dorfes Hauenstein sowie bei Pulfisei (auch Pulvisei) und Bitzenfeld. Das Infanteriewerk Pulfisei sowie die Artilleriestellungen Gsal und Reisen-Pulfisei unterstützten die Sperren mit ihrem Feuer.
Zur Sperrstelle gehörten folgende Anlagen:
Als Schopf getarnter Tankbüchsen-/Panzerabwehrstand (umgebauter Feldkanonenschild) (Armeebezeichnung A 3550) bei Adliken ⊙, 7,5 cm Feldkanonenschild südlich des Dorfes Hauenstein (heute abgebrochen).
Das bestehende GPH bei Adliken wurde im Mai 1941 verstärkt und ergänzt.

## Artilleriestellung Reisen-Pulfisei
Im Raum beidseits der Sperrstelle Pulfisei bei Muregg und Reisen wurden vier Bunker für alte 8,4-cm-Kanonen erstellt, die behelfsmässig die fehlende moderne Artillerie ausgleichen sollten. Im Dezember 1940 wurde mit dem Bau auf der Muregg oberhalb Pulfisei begonnen.
Die Stellung besteht aus den vier Artilleriebunkern «Reisen Ost» A 3551 ⊙, «Reisen Mitte» A 3552 ⊙, «Reisen West» A 3553 ⊙ und «Muregg» A 3556 ⊙.

## Sperrstelle Pulfisei
Die Sperrstelle Pulfisei befindet sich kurz vor der Passhöhe auf der Nordseite und sperrt die Hauensteinstrasse durch zwei Werke (A 3554, A 3555). Sie wurde 1944 gebaut. In der Nähe und auf beiden Talseiten der Sperrstelle befindet sich die Artilleriestellung Reisen-Pulfisei.
Zur Sperrstelle gehören das Infanteriewerk «Pulfisei» A 3554 ⊙, das sich in der Nähe des Hofes Pulvisei an der alten Hauensteinstrasse befindet, dem Feldkanonenschild A 3555 (neben dem Hof Pulvisei ⊙), einem Atomschutzunterstand (ASU) sowie Strassenbarrikaden über die alte und neue Hauensteinstrasse.

## Artilleriestellung Gsal
Die Artilleriestellung befindet sich auf dem östlichen Grat des Kesselbergs südlich des Weilers Gsal. Es handelt sich um eine Batterie mit vier Geschützständen für 12-cm-Kanonen der mobilen Artillerie. Die Stellung wurde 1940 vom Baudetachement Renfer erstellt.
Die Stellung besteht aus den vier Artilleriebunkern (von Ost nach West) «Gsal» A 3557 ⊙, A 3558 ⊙, A 3559 ⊙, A 3560 ⊙.

## Sperrstelle Challhöchi

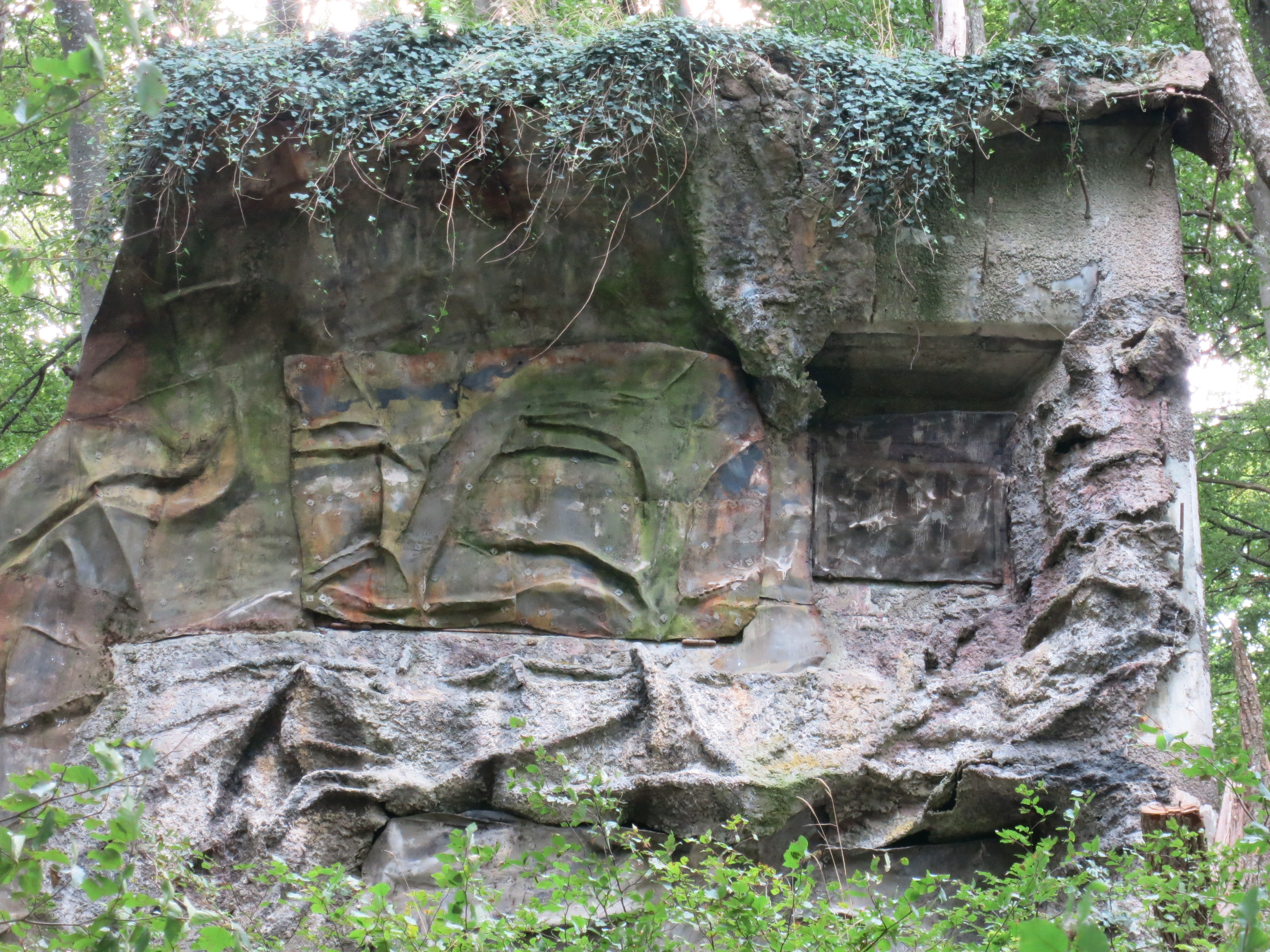
Panzerabwehrbunker «Challhöchi West» A 3575

Eine Westumgehung des Hauensteins über Challhöchi wurde mit der dortigen Sperrstelle «Belchen Challhöchi» gesichert. Sie bestand aus den zwei Geländepanzerhindernissen (GPH) «Challhöchi Ost» und «Challhöchi», einer Strassenbarrikade (vor A 3575) sowie den sich dahinter befindenden Infanteriebunkern «Challhöchi Ost» A 3574 ⊙, «Challhöchi West» A 3575 ⊙, «Challhöchi Südwest» A 3576 mit Unterstand A 3577 ⊙.
Die Flankierbunker «Challhöchi Ost» und «Challhöchi West» konnten sich gegenseitig Feuerschutz geben. Beide wurden während der Armee 61 mit einer 9 cm Panzerabwehrkanone 50/57, einem 7,5-mm-Maschinengewehr 51 und einer Kollektivgasschutzanlage modernisiert.
Die 9 cm Panzerabwehrkanonen hatten eine Schusskadenz von 10–12 Schuss pro Minute (Hohlpanzergranaten, Stahlgranaten) und eine Reichweite von 500 (fahrender Panzer) bis 1200 (Personen) Meter. Sie wurden von vier Mann (Richter, Lader, Zuträger, Beobachter) bedient. Das Maschinengewehr mit Rückstosslader hatte eine Kadenz von 1000 Schuss pro Minute und eine Reichweite von 1000 Meter.

## Sperrstelle Magden Zeinigen Mumpf
- Beobachter A 2597 Zeiningen		⊙
- Infanteriebunker Pak A 2601 Mumpf		⊙
- Infanteriebunker  A 2602 Mumpf		⊙
- Infanteriebunker Mg A 2603 Mumpf		⊙
- Beobachtungsbunker A 2604 Mumpferflue Pt 511		⊙
- Artilleriebunker A 2631 Obermumpf		⊙
- Infanteriebunker A 2638 Zeiningen		⊙
- Infanteriebunker A 2645 Zeiningen		⊙
- Infanteriebunker A 2647 Zeiningen		⊙
- Infanteriebunker A 2658 Steppberg		⊙
- Infanteriebunker A 2659 Steppberg		⊙
- Infanteriebunker A 2660 Steppberg		⊙
- Unterstand/Waffenstellung A 2666 Steppberg		⊙
- Permanente Waffenstellung A 2667 Steppberg		⊙
- Unterstand A 2669 Steppberg		⊙
- Permanente Waffenstellung A 2670 Steppberg		⊙
- Permanente Waffenstellung A 2674 Enge Ost		⊙
- Permanente Waffenstellung A 2675 Enge Ost		⊙
- Infanteriewerk Fels Pak A 2676 Enge Ost		⊙
- Infanteriewerk Pak A 2677 Enge West		⊙
- Infanteriewerk Pak   Enge West		⊙
- Permanente Waffenstellung A 2680 Enge West		⊙
- Infanteriewerk Mg A 2681 Enge West		⊙
- Permanente Waffenstellung A 2682 Enge West		⊙

## Sperrstellen Oberfrick Schupfart
- Infanteriebunker A 2901 Tiersteinberg Nordrand		⊙
- Infanteriebunker A 2902 Tiersteinberg Nordrand		⊙
- Infanteriebunker A 2903 Tiersteinberg Nordrand		⊙
- Infanteriebunker Mg A 2904 Tiersteinberg Mitte		⊙
- Unterstand A 2906 Tiersteinberg Mitte		⊙
- Unterstand A 2907 Tiersteinberg Mitte		⊙
- Unterstand A 2909 Tiersteinberg Mitte		⊙
- Infanteriebunker Artilleriebeobachter A 2910 Tiersteinberg Mitte		⊙
- Unterstand A 2911 Tiersteinberg Mitte		⊙
- KP und Beobachter Batterie 107 A 2912 Tiersteinberg Mitte	⊙
- Artilleriebeobachter Kp 4 A 2914 Tiersteinberg Mitte		⊙
- Infanteriebunker A 2915 Fazedelle		⊙
- Infanteriebunker A 2918 Fazedelle		⊙
- Infanteriebunker A 2919 Fazedelle		⊙
- Unterstand A 2920 Fazedelle		⊙

## Sperrstellen Wegenstetten Wittnau
- Infanteriebunker A 2921 Fazedelle		⊙
- Infanteriebunker Lmg A 2922 Sandacher		⊙
- Infanteriebunker Lmg A 2923 Sandacher		⊙
- Infanteriebunker Lmg A 2924 Sandacher		⊙
- Infanteriebunker Lmg A 2925 Winterholden		⊙
- Unterstand A 2926 Buschberg		⊙
- Infanteriebunker A 2927 Buschberg		⊙
- Infanteriebunker A 2928 Buschberg		⊙
- Infanteriebunker Lmg A 2929 Wegenstetter Flue		⊙
- Infanteriebunker Lmg A 2930 Wegenstetter Flue		⊙
- Art Beob Werk A 2931 Wegenstetter Flue		⊙
- Infanteriebunker Mg A 2932 Wegenstetter Flue		⊙
- Infanteriebunker Mg A 2933 Wegenstetter Flue		⊙
- Artilleriebeobachter A 2934 Wegenstetter Flue		⊙
- Infanteriebunker A 2935 Wegenstetter Flue		⊙
- Infanteriebunker Lmg A 2936 Wegenstetter Flue		⊙
- Artilleriestellung A 2937 Limperg N 1		⊙
- Artilleriestellung A 2938 Limperg N 2		⊙
- Infanteriebunker A 2939 Limperg N 3		⊙
- Infanteriebunker A 2940 Limperg N 4		⊙
- Unterstand A 2941 Limperg		⊙
- Unterstand A 2942 Limperg		⊙
- Infanteriebunker A 2943 Limperg		⊙
- Unterstand Art Tel Zen A 2944 Mülistet		⊙
- Infanteriebunker A 2945 Limperg SE		⊙
- Infanteriebunker A 2946 Limperg SE		⊙
- Infanteriebunker A 2947 Limperg S 1		⊙
- Infanteriebunker A 2948 Limperg S 2		⊙
- Infanteriebunker A 2949 Limperg S 3		⊙
- Infanteriebunker A 2950 Ebnet 4		⊙
- Artilleriebeobachter Batterie 35 A 2951 Ruebholden		⊙
- Artilleriebeobachter Kp 4 A 2952 Ruebholden		⊙
- Infanteriebunker Mg Batterie 99 A 2953 Ruebholden		⊙
- Infanteriebunker Lmg Batterie 99 A 2954 Ruebholden		⊙

## Sperrstellen Buuseregg Farnsburg

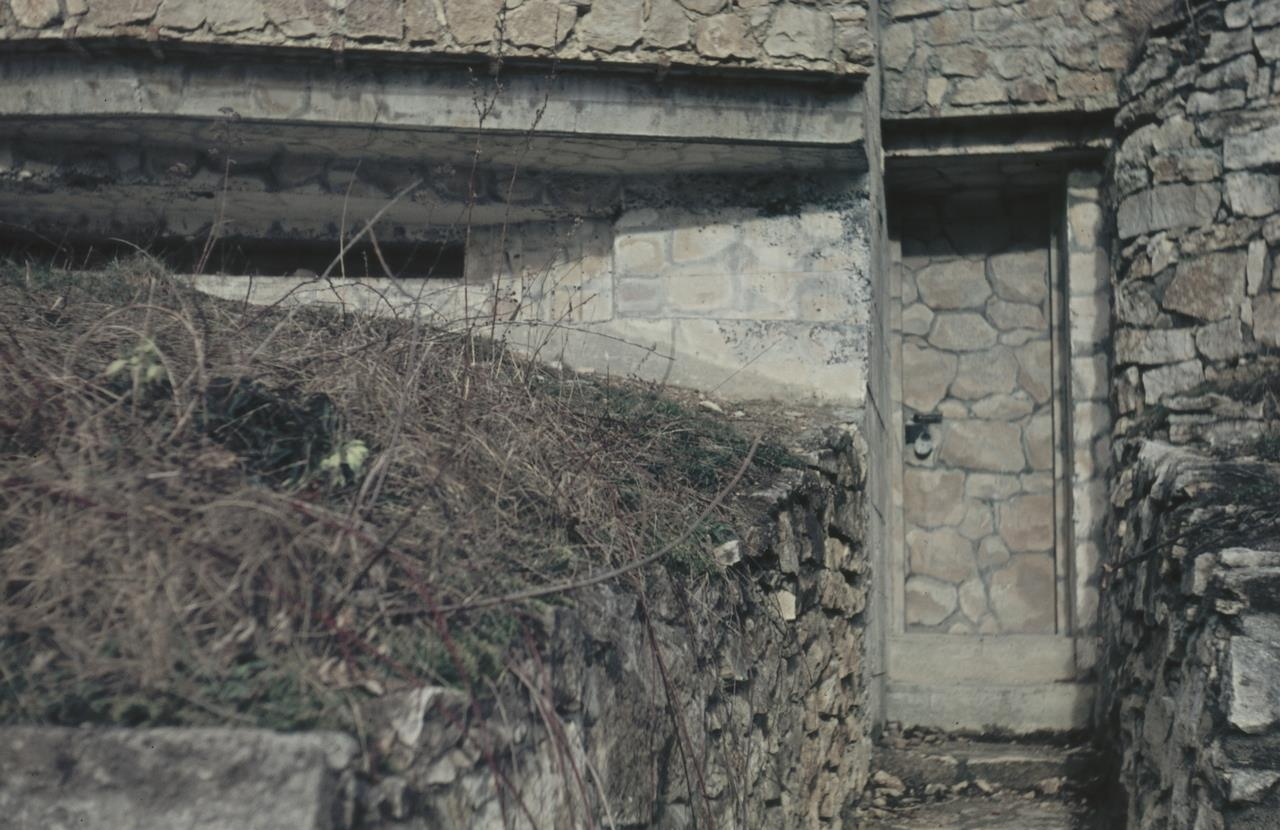
Artilleriebeobachter Ruine Farnsburg A 3075

Die Sperrstelle Farnsburg und die benachbarte Sperrstelle Buuseregg hatten die Aufgabe, eine grossräumige Umgehung der Sperrstelle Hülftenschanze für einen weiteren Vorstoss über den Unteren Hauenstein oder die Schafmatt zu verhindern.  Die Sperrstelle Farnsburg gilt als militärhistorisches Denkmal von nationaler Bedeutung.
- KP Beobachter Batterie 108 A 3075 Farnsburg	⊙
- Buuseregg	⊙
- Infanteriebunker A 3091
- Unterstand A 3092
- Infanteriebunker A 3094
- Infanteriebunker Giesslete A 3095 Wintersingen ⊙
- Infanteriebunker Giesslete A 3096 Wintersingen ⊙
- Infanteriebunker A 3097
- Infanteriebunker A 3098
- Infanteriebunker A 3099
- Infanteriebunker A 3100
- Infanteriebunker A 3101
- Infanteriebunker A 3198 Magden-Talhof
- GPH Tankmauer Hemmiken mit 5 Lmg ⊙

## Artilleriestellung Ormalingen
- Unterstand Zen Art Rgt 4 A 3500 Brühl Ormalingen		⊙
- Infanteriebunker (Ik/Mg) A 3501 Rothenfluh N Rothenfluh 		⊙
- Infanteriebunker (Ik/Mg) A 3502 Rothenfluh S Rothenfluh 		⊙
- Unterstand A 3503 Weierhof Ormalingen		⊙
- Artilleriebunker 7,5cm A 3504 Weierhof Ormalingen		⊙
- Artilleriebunker 7,5cm A 3505 Weierhof Ormalingen		⊙
- Artilleriebunker 7,5cm A 3506 Weierhof Ormalingen		⊙
- Artilleriebunker 7,5cm A 3507 Weierhof Ormalingen		⊙

## Artilleriestellung Gelterkinden
- Artilleriebunker 7,5cm A 3508 Arntholen Gelterkinden		⊙
- Artilleriebunker 7,5cm A 3509 Arntholen 1 Gelterkinden		⊙
- Artilleriebunker 7,5cm A 3510 Arntholen 2 Gelterkinden		⊙
- Artilleriebunker 7,5cm A 3511 Arntholen 3 Gelterkinden		⊙
- Unterstand A 3512 Arntholen Art Gelterkinden		⊙
- Artilleriebunker 7,5cm A 3513 Wolfensteigen 1 Gelterkinden		⊙
- Artilleriebunker 7,5cm A 3514 Wolfensteigen 2 Gelterkinden		⊙
- Artilleriebunker 7,5cm A 3515 Wolfensteigen 3 Gelterkinden		⊙
- Artilleriebunker 7,5cm A 3516 Wolfensteigen 4 Gelterkinden		⊙
- Wolfensteigen A 3517 Gelterkinden		⊙
- Unterstand A 3518 Wolfensteigen Gelterkinden		⊙
- Unterstand A 3519 Wolfensteigen Gelterkinden		⊙

## Sperrstellen Tecknau Rünenberg Kilchberg Oltingen
- Infanteriebunker A 3520 Tecknau Ost Tecknau		⊙
- Infanteriebunker A 3521 Tecknau West Tecknau		⊙
- Art Bkr 10,5cm A 3522 Steinholz E Steinholz Mitte-E Rünenberg		⊙
- Art Bkr 10,5cm A 3523 Steinholz Mitte W Rünenberg		⊙
- Art Bkr 10,5cm A 3524 Steinholz W Rünenberg		⊙
- Art Bkr 10,5cm A 3525 Steinholz 1 Rünenberg		⊙
- ex Mun Mag A 3526 Steinholz 2 Rünenberg		⊙
- Unterstand A 3527 Steinholz 3 Rünenberg		⊙
- ex Mun Mag A 3528  Rünenberg		⊙
- Art Bkr 10,5cm A 3529 Chilchstüdeli E Kilchberg		⊙
- Art Bkr 10,5cm A 3530 Chilchstüdeli M-E Kilchberg		⊙
- Art Bkr 10,5cm A 3531 Chilchstüdeli M-W Kilchberg		⊙
- Art Bkr 10,5cm A 3532 Chilchstüdeli W Kilchberg		⊙
- Unterstand A 3533 Chilchstüdeli 1 Kilchberg		⊙
- ex Mun Mag A 3534 Chilchstüdeli 2 Kilchberg		⊙
- Artilleriekaverne A 3535 Wenslingen ⊙
- Infanteriebunker A 3536 Oltingen Oltingen		⊙
- Infanteriebunker A 3537 Oltingen Oltingen		⊙
- Infanteriebunker A 3538 Blauenstein Stüsslingen		⊙
- Schild 7,5cm A 3539 Wolfacker Zeglingen		⊙
- Schild 7,5cm A 3540 Murblen Zeglingen		⊙
- Schild 7,5cm A 3541 Zwillmatt  Wisen		⊙

## Bunkerverein
Die «Infanterievereinigung Baselland» betreut zusammen mit der «Infanterie-Stiftung» die Festungswerke Hülftenschanze, Farnsburg und Rümlingen. Die Stiftung bezweckt die Förderung des Wehrgedankens, unter anderem durch Besinnung auf Tradition und Geschichte der Truppen des Kantons Basel-Landschaft.